# Деушево (Татарстан)
Деу́шево (тат. Дәвеш) — село в Апастовском районе Республики Татарстан. Административный центр Деушевского сельского поселения.

## История
В «Списке населенных мест по сведениям 1859 года», изданном в 1866 году, населённый пункт упомянут как казённая деревня Деушева 2-го стана Тетюшского уезда Казанской губернии. Располагалась при реке Свияге и безымянном озере, по левую сторону почтового тракта из Казани в Симбирск, в 40 верстах от уездного города Тетюши и в 15 верстах от становой квартиры во владельческом селе Знаменское (Чипчаги). В деревне в 60  дворах жили 447 человек (224 мужчины и 223 женщины). Была мечеть.
По сведениям переписи 1897 года, в деревне Деушево Тетюшского уезда Казанской губернии проживали 760 человек (353 мужчины, 407 женщин), все мусульмане.

## Население
| 1782 | 1859 | 1897 | 1908 | 1920 | 1926 | 1938 | 1949 | 1958 | 1970 | 1979 | 1989 | 2002 | 2010 | 2015 |
| ---- | ---- | ---- | ---- | ---- | ---- | ---- | ---- | ---- | ---- | ---- | ---- | ---- | ---- | ---- |
| 74   | 447  | 760  | 981  | 915  | 877  | 1005 | 704  | 769  | 820  | 722  | 573  | 476  | 446  | 409  |

Национальный состав села — татары.